# Мел Феррер
Мел Феррер (англ. Mel Ferrer; 25 серпня 1917 — 2 червня 2008) — американський актор, кінорежисер і продюсер.

## Біографія
Мелчор Гастон Феррер (англ. Melchor Gastón Ferrer) народився в Нью-Джерсі. Його предки були католиками, вихідцями з Іспанії (Каталонії) та Ірландії. Акторську кар'єру Феррер почав в середині 1930-х з виступів у літніх театрах. У 1937 році він з'явився на Бродвеї як танцюрист, а через два роки відбувся його акторський дебют.
У 1946 році Феррер виступив як режисер в одній з бродвейських постановок, і одночасно дебютував як кінорежисер. За роки своєї кар'єри він зняв десять фільмів, а також зіграв більше сотні ролей як у кіно, так і на телебаченні. Серед його кіноробіт найбільш помітними стали Ноел в «Скарамуш» (1952), Пол Берталет в «Лілі» (1953), Артур в «Лицарях круглого столу» (1953), Андрій Болконський у фільмі «Війна і мир» (1956) і Роберт Кон у драмі «І сходить сонце» (1957).
Як продюсер він успішно себе показав в 1967 році в трилері «Дочекайся темряви», де головну роль виконала його дружина Одрі Гепберн. До одруження з Гепберн, яка народила від нього сина Шона, актор ще тричі був одружений, ставши батьком п'ятьох дітей. У 1971 році, через три роки після розлучення з Гепберн, Феррер одружився (вп'яте: з Єлизаветою Сухотін), цього разу проживши з дружиною все життя до своєї смерті від серцевої недостатності в червні 2008 року.
За свій внесок в кіноіндустрію Мел Феррер удостоєний зірки на Голлівудській алеї слави.

## Фільмографія
- 1953: Лілі / Lili — Пауль Бертален
- 1956: Війна і мир / War and Peace — Андрій Болконський
- 1956: Єлена і чоловіки / Élèna et les Hommes — Анрі де Шевенкур
- 1959: Світ, плоть і диявол / The World, the Flesh and the Devil — Бенсон Такер
- 1960: Ловелас / L'Homme à femmes — Жорж Готьє
- 1960: Руки Орлака / The Hands of Orlac — Стівен Орлак
- 1962: Диявол і десять заповідей / Le diable et les dix commandements — Філіп Алан
- 1962: Найдовший день / The Longest Day — Роберт Хейнс
- 1963: Шарада / Charade — людина яка палить цигарку в нічному клубі
- 1964: Падіння Римської імперії / The Fall of the Roman Empire — Клеандр
- 1976: З'їдені живцем / Eaten Alive — Гарві Вуд
- 1979: Даллас / Dallas — Гаррісон Пейдж
- 1979: Відвідувач / Stridulum — доктор Вокер
- 1981: Лілі Марлен / Lili Marleen — Давид Мендельсон
- 1982: Тисяча мільярдів доларів / Mille milliards de dollars — Корнелій «Нелл» Абель Воген, президент GTI